# Picco Simón Bolívar
Il picco Simón Bolívar (5 774 m s.l.m. - in spagnolo  Pico Simón Bolívar) è la seconda montagna più alta della Colombia.
Per le sue caratteristiche topografiche è la quinta montagna del mondo per prominenza.
Si trova nella catena montuosa Sierra Nevada de Santa Marta e nel dipartimento di Magdalena.
È difficile stabilire se sia più alto della sua montagna gemella Picco Cristoforo Colombo: solitamente questa viene riconosciuto come la montagna più alta e la differenza tra i due è calcolata in circa un metro.
Il picco è stato denominato in onore del libertador Simón Bolívar, e la sua vetta è coperta di neve perenne.